# Ricordati che eri straniero
Ricordati che eri straniero è un saggio di Barbara Spinelli, nota giornalista ed editorialista del quotidiano "La Stampa" conosciuta per la sua battaglia in difesa dei diritti civili, che affronta il problema del rapporto con "l'altro".
Dalle pagine del saggio, strutturato in tre grandi capitoli, Barbara Spinelli esorta a non dimenticare gli orrori del passato e ad accettare lo straniero come altro da sé senza vederlo come inevitabile portatore di minacce.

## Edizioni
- Barbara Spinelli, Ricordati che eri straniero, Qiqajon, 2005,  p. 132, ISBN 88-8227-171-4.